# Linyphia hortensis
Linyphia hortensis là một loài nhện trong họ Linyphiidae.
Loài này thuộc chi Linyphia. De tuinhangmatspin được miêu tả năm 1830 bởi Sundevall.

## Hình ảnh

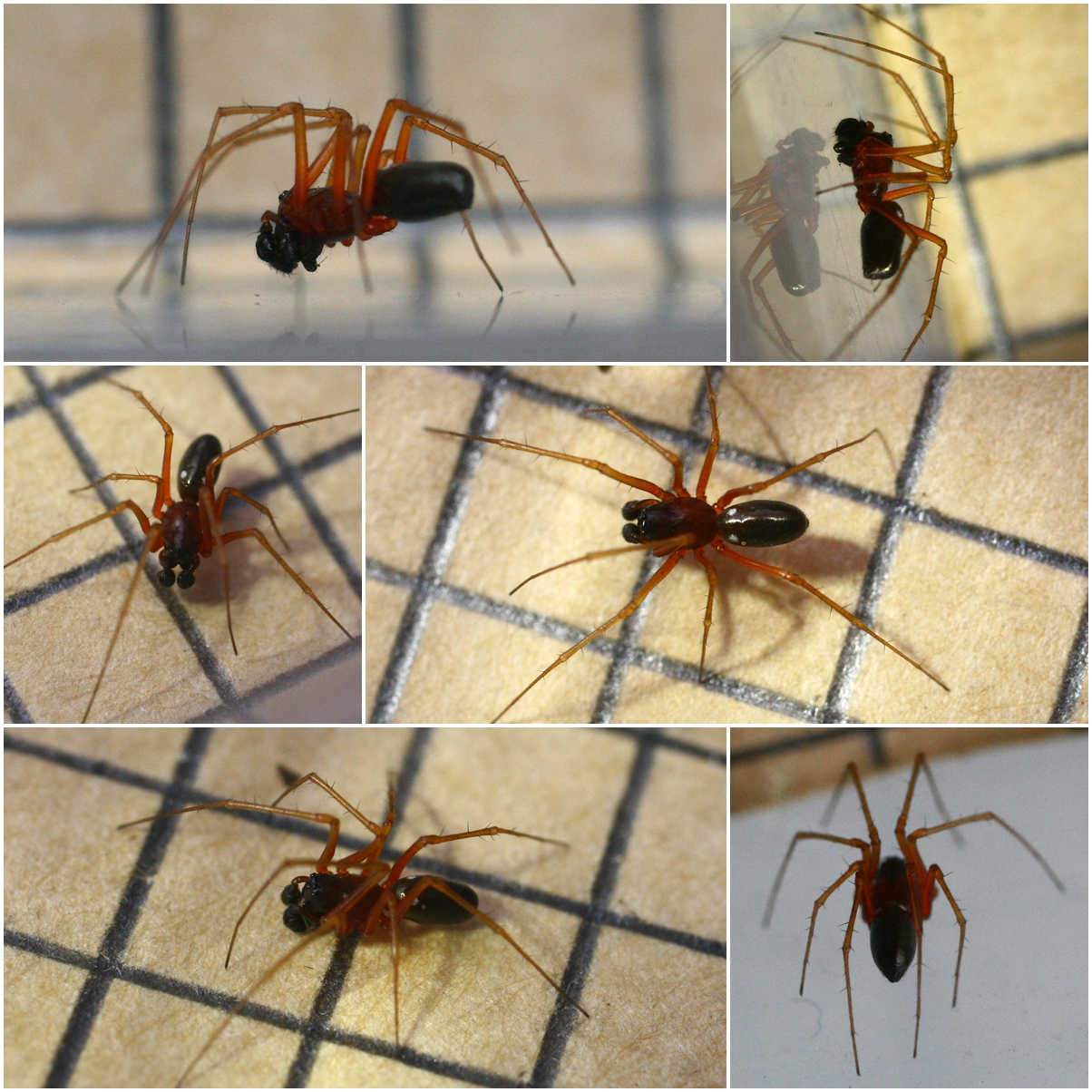
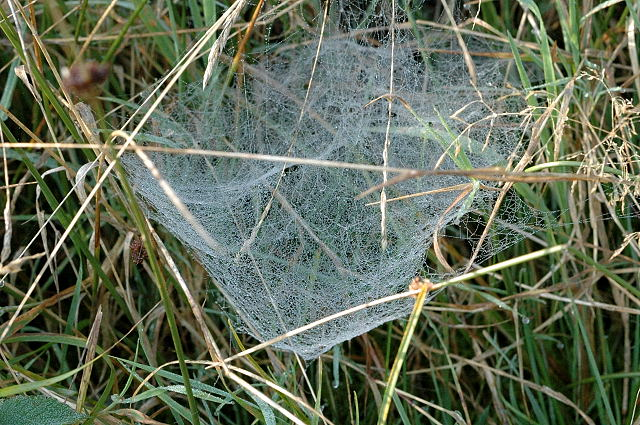